# Pisza Woda
Pisza Woda (Pisawoda) – struga, lewobrzeżny dopływ Pisy o długości 12,78 km i powierzchni zlewni 47,97 km².
Źródła strugi znajdują się w okolicach Rakowa Piskiego. Wzdłuż biegu dobiera wody z silnie rozbudowanej sieci rowów melioracyjnych. Pisza Woda łączy się z Pisą na 68,3 km jej biegu.